# Riccia
Riccia – miejscowość i gmina we Włoszech, w regionie Molise, w prowincji Campobasso.
Według danych na rok 2004 gminę zamieszkiwało 5701 osób, 82,6 os./km².